# Charlot débute
Pour plus de détails, voir Fiche technique et Distribution.
Charlot débute (titre original : His New Job) est un film américain réalisé par Charlie Chaplin, sorti en 1915.

## Synopsis
Charlot se présente à une audition pour devenir acteur ; de nombreuses personnes passent devant lui et cela finit par l'agacer, il se dispute avec Ben Turpin pour être le prochain à entrer. Il perturbe ensuite le tournage d'un film et le patron l'engage comme homme à tout faire ; en tant qu'accessoiriste, il ne fait que retarder le tournage. À la suite du renvoi d'un comédien, le patron lui donne sa chance mais regrette rapidement tellement Charlot est maladroit ; Charlot finit par quitter le plateau après avoir assommé le directeur et Ben Turpin.

## Fiche technique
- Titre original : His New Job
- Titre français : Charlot débute
- Réalisation : Charlie Chaplin
- Scénario : Charlie Chaplin et Louella Parsons (non créditée)
- Montage : Charlie Chaplin
- Producteur: Jess Robbins
- Société de production : Studios Essanay
- Pays d'origine :  États-Unis
- Langue : film muet avec les intertitres en anglais
- Métrage : 2 bobines (578 m)
- Format : Noir et blanc — 35 mm — 1,33:1 — Muet
- Genre : Comédie
- Durée : 32 minutes
- Date de sortie : 
  - États-Unis : 1er février 1915

## Distribution
- Charlie Chaplin : figurant
- Ben Turpin : figurant dans l'antichambre
- Charlotte Mineau : star
- Leo White : acteur, officier huddars
- Robert Bolder : président du studio
- Charles J. Stine : metteur en scène
- Arthur W. Bates : charpentier
- Jess Robbins : cameraman

Reste de la distribution non créditée :
- Charles Hitchcock : jeune premier
- Billy Armstrong : figurant
- Agnes Ayres : figurant, secrétaire
- Gloria Swanson : sténographe

## Production
C'est le premier film de Chaplin sous contrat avec les studios Essenay, et c'est le seul qu'il tourne dans les studios de Chicago, avant de partir pour la Californie où le climat lui convient mieux, surtout pour les tournages en extérieur. Le film est dans la continuité de la tradition des studios Keystone.